# ستيفن دبليو. كونينغهام
ستيفن دبليو. كونينغهام (بالإنجليزية: Stephen W. Cunningham)‏ هو سياسي أمريكي، ولد في 29 يوليو 1886، وتوفي في 28 يوليو 1956. حزبياً، نشط في الحزب الجمهوري.